# سبلاتون 3
سبلاتون 3 (بالإنجليزية: Splatoon 3)‏ هي لعبة فيديو تصويب منظور الشخص الثالث من تطوير ونشر نينتندو للمشغل نينتندو سويتش. مثل سابقاتها في سلسلة سبلاتون، تتكون اللعبة من مباريات تنافسية جماعية عبر الإنترنت إلى جانب وضع لاعب واحد يحركه قصة. أعلن عن اللعبة عبر نينتندو دايركت في 17 فبراير 2021، وشُورِكَت المزيد من التفاصيل في 24 سبتمبر 2021، مع مشاركة تفاصيل الوضع التعاوني في 9 فبراير 2022. تم إصدار سبلاتون 3 في 9 سبتمبر 2022.

## أسلوب اللعب
تتميز لعبة سبلاتون 3 بأسلوب لعب مشابه للأجزاء السابقة في السلسلة، والتي كانت جميعها ألعاب تصويب منظور الشخص الثالث. العودة من اللعبة السابقة هي قدرة اللاعبين على الاختيار بين «إنكلينغز» و«أوكتولينغز» كشخصية لاعبهم. يستخدمون أسلحة تطلق الحبر الملون. لكل نوع سلاح قدرات مختلفة. على سبيل المثال، البكرات عبارة عن بكرات طلاء كبيرة يمكنها تغطية مساحات كبيرة بالحبر ولكنها تقتصر عمومًا على القتال من مسافة قريبة، في حين أن أجهزة الشحن هي أسلحة شبيهة ببنادق القنص ذات مدى طويل لقنص المعارضين ولكنها أقل فاعلية في طلاء الأرض. تتوسع سبلاتون 3 في هذا عن طريق إضافة أسلحة رئيسية وخاصة جديدة إلى اللعبة. تتمتع إنكلينغز أيضًا بالقدرة على التحول إلى مخلوقات من الحبار، يشار إليها في اللعبة باسم «سكويد فورم» والذي يمكن استخدامه لتسلق الجدران المغطاة بالحبر أو السباحة عبر الحبر بشكل أسرع مما يمكن للأشكال البشرية أن تمشي. تحتوي الأسلحة على كمية محدودة من ذخيرة الحبر، والدخول في شكل حبار يعيد ملئها بشكل أسرع مما هو عليه في الشكل البشري.
أكدت نينتندو أنها ستعود بوضع لعب جماعي عبر الإنترنت وهو المعركة العادية، ويُعرف أيضًا باسم «تورف وور». في المعارك العادية، يتنافس فريقان من أربعة لاعبين لتغطية أكبر قدر من مساحة الخريطة بلون الحبر الخاص بهم. يمكن لكل فريق تغطية منطقة مغطاة بالخصوم بلونهم في المقابل، ويؤدي حبر الفريق المنافس إلى إبطاء الحركة، ويتسبب تدريجيًا في الضرر ويمنع استخدام شكل الحبار الخاص باللاعب. يُجَهَّز كل لاعب بمجموعة أسلحة، تُختار قبل كل مباراة، وتأتي كل مجموعة بأسلحة إضافية خاصة وثانوية بالإضافة إلى سلاحها الرئيسي. توفر الأسلحة الثانوية أشكالًا بديلة لمهاجمة الفريق الآخر وتحبير الأرض؛ على سبيل المثال، قنابل سبلات التي تنفجر ثانية بعد ملامستها لسطح والقنابل المتفجرة التي تنفجر عند الاصطدام. عندما تغطى مساحة كافية بحبر اللاعب، فقد يستخدم سلاحًا خاصًا يستخدم بشكل أساسي لمهاجمة الفريق المنافس. يمكن للأسلحة وأشكال الهجوم الأخرى أن تلحق الضرر باللاعبين المنافسين؛ عندما يعطى ضرر كاف، فإنهم سوف يحدثون «سبلات» بخصمهم، مما يجبرهم على إعادة البدء من موقع البداية. تستمر المباريات لمدة ثلاث دقائق، وأي فريق يغطي نسبة مئوية أعلى من الملعب في نهاية المباراة يعلن الفائز.
أُكِّدَ أيضًا على عودة وضع «سلمون رن» التعاوني من سبلاتون 2، بعنوان «سلمون رن: نكست ويف».
سيطلق على المحور الرئيسي لسبلاتون 3 اسم «سبلاتسفيل»، الملقب بـ«مدينة الكايوس»، والذي سيكون موجودًا خارج الموقع المعتاد لـ«إنكوبوليس» في مكان يسمى «سبلاتلاندز». على غرار الألعاب السابقة في السلسلة، ستشمل هذه اللعبة حملة لاعب واحد. كُشِفَ أن قصة سبلاتون 3 ستكون بعنوان «عودة الثدييات» وأن أحد المواقع سيطلق عليه ألتيرنا. ستركز حملة اللاعب الواجد على عودة ظهور الثدييات.

## التطوير
أعلن عن سبلاتون 3 لأول مرة بمقطع دعائي في نينتندو دايركت في 17 فبراير 2021. كشف المقطع عن أسلوب لعب مشابه لسبلاتون 2، وكشفت عن عناصر وأسلحة وقدرات جديدة، بما في ذلك قوس الحبر وتصميم جديد مروع. كشفت مزيد من التفاصيل في وقت لاحق من ذلك العام في سبتمبر، بما في ذلك اسم وضع اللاعب الفردي في سبلاتون 3، «عودة الثدييات». من المقرر إطلاق اللعبة على نينتندو سويتش في 9 سبتمبر 2022.
عُرِضَ مقطع دعائي لوضع «سلمون رن» التعاوني لسبلاتون 3 في نينتندو دايركت في 9 فبراير 2022.
في 22 أبريل 2022، قامت نينتندو بتحميل مقطع فيديو على يوتيوب يظهر أسلوب اللعب في وضع لعبة «تورف وور»، بالإضافة إلى تقديم تاريخ إصدار دقيق.

## الملاحظات
1. ↑  تُعرف اللعبة في اليابان باسم: سبوراتون 3 (باليابانية: スプラトゥーン3)

## وصلات خارجية
- الموقع الرسمي
 (بالإنجليزية)
- قسم فرعي عن اللعبة على موقع نينتندو (بالإنجليزية)